# Rodzaje ceny na polskim rynku aukcyjnym
Сena jest określoną wartością danego dobra, wyrażoną w pieniądzu, wartością za pomocą której zarówno sprzedający, jak i kupujący są gotowi na dokonanie transakcji. Specyficzny rynek branżowy, jakim jest rynek sztuki wytworzył właściwe dla siebie rodzaje ceny. Dlatego na polskim rynku sztuki, w tym w szczególności rynku aukcyjnym, wyróżnia się kilka rodzajów cen. Mogą one mieć charakter jawny bądź ukryty dla kupujących na aukcjach. Informacje na temat cen aukcyjnych powinny znajdować się w regulaminie aukcji, podobnie jak zasady licytacji obiektów na aukcji.
Rynek aukcyjny, w odróżnieniu od rynku pierwotnego galeryjnego, podaje do wiadomości ceny dzieł sztuki w katalogach i notowaniach aukcyjnych. Dla wielu przyszłych nabywców sztuki są one często wyznacznikiem oceny wartości materialnej prac danego artysty.

## Rodzaje ceny[2]
Cena szacunkowa / estymacyjna – zwana w skrócie estymacją, podawana w nawiasie w widełkach „od – do” przy danym obiekcie wystawionym na aukcję, zazwyczaj w katalogach aukcyjnych. Przedział kwotowy tej ceny jest prognozowany do osiągnięcia w wyniku licytacji, na podstawie szacowanej wyceny. Na wycenę składa się wiele czynników, w tym wyniki licytacji podobnych prac, ceny prac danego artysty, stan zachowania obiektu i inne dane z rynku sztuki, które powinien wziąć pod uwagę ekspert dokonujący wyceny i ustalenia ceny szacunkowej. Cena estymacyjna nie jest ceną sprzedaży, tak jak młotkowa nie zawiera opłat i kosztów dodatkowych domu aukcyjnego.
Cena rezerwowa – cena o charakterze poufnym, nie podawana do wiedzy kupujących, jest najniższą, minimalną kwotą, za jaką można sprzedać obiekt na aukcji. Nie oznacza to, że każdy wystawiony obiekt musi posiadać ceną rezerwową. Jednocześnie za cenę rezerwową można sprzedać obiekt bez dodatkowych negocjacji i zgód ze strony właściciela, który wystawił go na aukcji za pośrednictwem domu aukcyjnego. Jednak, gdy nie uda się osiągnąć ceny rezerwowej sprzedaż może zakończyć się transakcją warunkową (cena warunkowa). Wartość ceny rezerwowej sytuuje się pomiędzy ceną wywoławczą, od której powinna być wyższa, a dolnym progiem ceny estymacyjnej.
Cena gwarancyjna – cena ustalona w wyniku negocjacji pomiędzy domem aukcyjnym, a sprzedającym wystawiającym obiekt na aukcji za jego pośrednictwem i jest to minimalna cena sprzedaży zagwarantowana wystawiającemu. Ryzyko po stronie domu aukcyjnego jest połączone z oczekiwaniem większych zysków, gdy obiekt zostanie sprzedany za o wiele większą kwotę. Cena gwarancyjna może także dotyczyć negocjacji pomiędzy domem aukcyjnym, a przyszłym nabywcą, który jest gotowy zakupić dany obiekt na aukcji. Ustalenie ceny zobowiązuje do nabycia pracy przez kupującego po cenie gwarancyjnej, jeśli w wyniku licytacji nie nastąpi przebicie i nie będzie innych ofert kupna.
Cena wywoławcza – cena rozpoczynająca licytację, tzw. pierwsze postąpienie podczas aukcji. Licytacja może zakończyć się na cenie wywoławczej, jeżeli nie będzie kupujących chcących podbić wyżej cenę. Cena wywoławcza ustalana jest na podstawie ceny szacunkowej.
Cena młotkowa – cena, której uzyskanie jest ogłoszone uderzeniem młotkiem przez prowadzącego aukcję i stąd także pochodzi jej nazwa. Kwota ceny młotkowej jest kwotą wylicytowaną, ale nie kwotą ostateczną i rzeczywistą, jaką należy zapłacić za obiekt (cena sprzedaży). Do ceny młotkowej doliczane są opłaty, koszty organizacyjne domu aukcyjnego podane w regulaminie aukcji.
Cena sprzedaży – inaczej zwana ceną rzeczywistą czy nabycia, jest to kwota ceny młotkowej powiększona o wszelkie opłaty, prowizje i koszty organizacyjne domu aukcyjnego określone w regulaminie aukcji.
Cena warunkowa – cena w transakcji zawartej warunkowo, ma dwa warianty związane z obowiązującym podczas aukcji systemem licytacyjnym.
W systemie aukcyjnym tradycyjnym występuje, gdy w wyniku licytacji nie udało się osiągnąć ceny rezerwowej. Dom aukcyjny podejmuje negocjacje i zwraca się do kupującego o możliwość zapłacenia wyższej kwoty, a do właściciela sprzedawanej pracy czy zgadza się na sprzedaż w niższej cenie i jeśli uzyskuje zgodę i porozumienie stron, to dochodzi do sprzedaży. Jednak dom aukcyjny w Polsce nie jest zobowiązany do ujawnienia informacji czy cena warunkowa została zaakceptowana czy odrzucona przez sprzedającego i doszło do sprzedaży, w wyniku czego cena warunkowa pojawia się w notowaniach aukcyjnych i stanowi podstawę do przyszłych wycen obiektów na aukcjach. W przypadku braku pozytywnego zakończenia negocjacji prowadzących do sprzedaży po uzyskaniu ceny warunkowej, dom aukcyjny ma prawo wystawić obiekt poza licytacją po aukcji i sprzedać go za ceną rezerwową, jeśli znajdzie się inny nabywca, a kupujący po cenie warunkowej nie zdecyduje się na zapłacenie wyższej kwoty (kupujący, który wylicytował cenę warunkową ma prawo pierwszeństwa do nabycia obiektu w cenie rezerwowej).
Drugi rodzaj ceny warunkowej związany jest z systemem licytacji z postąpieniami w dół. Aukcja polega na stopniowym obniżaniu, w wyniku kolejnych postąpień, ceny wywoławczej, aż znajdzie się chętny nabywca. Dzieło zostaje sprzedane po cenie warunkowej, o ile na wylicytowaną cenę zgodzi się osoba wystawiająca obiekt na aukcji. Forma licytacji z postąpieniami w dół to aukcja holenderska, stosowana przez Dom Aukcyjny Rempex.

## Znaczenie ceny szacunkowej i determinanty wyceny
Na polskim rynku sztuki znaczenie ceny szacunkowej jest ogromne, ponieważ wpływa ona na wszelkie pozostałe rodzaje cen na rynku aukcyjnym. Wiarygodność cen jest jednym z dwóch najważniejszych elementów (obok autentyczności obiektów), niezbędnym dla funkcjonowania zdrowego rynku sztuki. Dlatego tak ważną czynnością jest moment wyceny, czyli określenia wartości rynkowej danego dzieła. Widełki ceny szacunkowej, czyli przedział cenowy, z jednej strony pozwalają na minimalizowanie błędów w wycenie, ale mogą też wynikać z braku kompetencji osoby wyceniającej obiekt na aukcję.
Kupujący nie mają bezpośredniego dostępu do wiedzy ekspertów na rynku sztuki, którzy dokonują wyceny obiektów oferowanych na aukcjach sztuki. Nie wiedzą często za pomocą jakich kryteriów dany ekspert wyznaczył poziom ceny szacunkowej i do jakiego stopnia jego wycena była subiektywna i uznaniowa. Rynek aukcyjny dyktując określone ceny szacunkowe dla poszczególnych obiektów oddziałuje na pierwotny rynek galeryjny. Dużą rolę odgrywają tu wyniki aukcyjne i nadmierne przywiązywanie wagi do wszelkich notowań aukcyjnych. W ten sposób tworzy się zamknięty krąg, gdzie dana cena szacunkowa tworzy podstawę i materiał porównawczy dla kolejnych wycen, a kupującym pozostaje zaufanie do osób, które z racji pełnienia funkcji eksperta, podjęły się wyceny i wskazania ceny szacunkowej.
Prawidłowa wycena powinna następować po dokonaniu oceny dzieła, jego autentyczności, proweniencji, stanu zachowania oraz uwzględnienia faktów odnoszących się do artysty. Jednak do pełnej wyceny potrzebna jest także znajomość rynku sztuki, jego mechanizmów, trendów, umiejętność selekcji wiedzy i interpretacji cen.
Główne determinanty prawidłowej wyceny to:
- opis obiektu wraz ze zdjęciami,
- uzasadnienie podstawy wyceny, w tym wyboru materiału porównawczego, a przy braku odpowiedniego materiału porównawczego zastosowanie tzw. metody wyceny krzyżowej,
- interpretacja materiału (cechy samego obiektu, proweniencja, rozpoznawalność dzieła, postać artysty, jego dorobek, dostępność prac, poziom cen prac, zmienność cenowa, zainteresowanie twórczością artysty oraz interpretacja cen z uwzględnieniem rodzajów cen wraz z opłatami i kosztami),
- konkluzja wraz z podaniem ceny szacunkowej (przedział widełek nie większy niż 20%),
- uwagi dodatkowe.

## Błędy popełniane przez kupujących
Jeden z podstawowych błędów wynika z przekonania, że ostateczną ceną nabycia dzieła na aukcji jest cena młotkowa, a nie cena sprzedaży. Nieświadomość różnicy pomiędzy ceną młotkową, a ceną sprzedaży wynika z nieuwzględnienia dodatkowych opłat i kosztów wynikających z zawarcia transakcji. Cena wylicytowana podczas aukcji (młotkowa) jest bowiem ostatecznie powiększana o koszty sprzedaży dzieła, do których zalicza się:
- prowizję domu aukcyjnego,
- opłatę droit de suite,
- podatek importowy.

Inne dodatkowe koszty, które mogą się pojawić to:
- transport do kupującego,
- zabezpieczenie, pakowanie prac przed wysyłką.

Ostatecznie cena sprzedaży, powiększona o różnego rodzaju opłaty i koszty organizacyjne, może wynosić od 15–40% więcej w stosunku do ceny młotkowej. Wszelkie opłaty i rodzaje kosztów powinny być podane w regulaminie aukcji, dostępnym dla kupujących przed licytacją na aukcji. Jednak przyszli nabywcy nie zawsze zapoznają się z regulaminami domów aukcyjnych.
Błędem bywa także uleganie magii rekordów cenowych na rynku sztuki, rozbudzających wyobraźnię przyszłych możliwych zysków z prac zakupionych za niewielkie pieniądze, np. na Aukcjach Młodej Sztuki. Myśląc o odprzedaży dzieła na rynku wtórnym za pośrednictwem domu aukcyjnego, również należy brać pod uwagę koszty i opłaty wymienione powyżej, które wpływają na końcową cenę.
Brak wiedzy o rodzajach cen, różnicach w ich kształtowaniu i technikach licytacyjnych stosowanych przez domy aukcyjne prowadzi do łatwiejszego ulegania przez kupujących grom rynkowym.

## Cena a gry rynkowe
Gry rynkowe służą budowaniu ceny na polskim rynku aukcyjnym. Budowaniu ceny sprzyja kilka warunków na rynku, które mogą występować wspólnie lub oddzielnie. Zaliczamy do nich: dominująca pozycja uczestnika rynku w dostarczaniu obiektów na aukcję, umiejętne gospodarowanie zasobami, utrzymywanie przekonania o dobrej kondycji rynku i stałą opłacalność nabywania sztuki, wysoką cenę wywoławczą na aukcji oraz pozytywne notowania aukcyjne. Maksymalizacja ceny niekoniecznie ma związek z maksymalizacją obrotów domu aukcyjnego w danym momencie, będzie jednak rzutować na zysk w przyszłości.
Budowanie ceny dzieła sztuki za pomocą ceny warunkowej. W przypadku uzyskania ceny warunkowej podczas licytacji, dom aukcyjny w Polsce nie ma obowiązku przekazania informacji czy transakcja ostatecznie została zaakceptowana i doszła do skutku. Jednocześnie obiekt w notowaniach aukcyjnych ma cenę warunkową i nie występuje jako niesprzedany, nawet gdyby cena warunkowa nie została zaakceptowana przez zbywcę. Dzięki temu pozycja artysty rośnie w rankingach i notowaniach aukcyjnych, podobnie jak efektywność domu aukcyjnego i poziom zaufania do rynku. Efektem jest tworzenie wyższej ceny szacunkowej dla przyszłych sprzedaży.
Budowaniu ceny za pomocą efektu wąskiego gardła. Podniesieniu ceny będzie służyć umiejętne wykorzystanie ilości obiektów danego artysty, niewystawianie ich na aukcjach w dużej ilości, uzyskanie efektu niedostępności i braku informacji, kiedy kolejny obiekt będzie dostępny. Wzmaga się tym samym pożądanie u kupujących i chęć nabycia dzieła na aukcji w wyższej cenie.
Niedozwolone gry rynkowe mogą prowadzić do nieuczciwych manipulacji na rynku, fikcyjnych licytacji w kreowaniu jak najwyższej ceny, sztucznego podbijania kolejnych postąpień przez podstawione osoby. Manipulacji ceną na polskim rynku aukcyjnym sprzyja brak transparentności, brak zewnętrznej kontroli, asymetria informacyjna i chęć nadużycia po stronie podmiotów posiadających większą wiedzę o sprzedawanych obiektach.